# Hoya salweenica
Hoya salweenica är en oleanderväxtart som beskrevs av Ying Tsiang och P. T. Li. Hoya salweenica ingår i släktet Hoya och familjen oleanderväxter. Inga underarter finns listade i Catalogue of Life.